# Fortăreața din Sagres

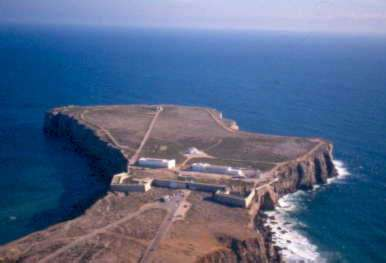
Vedere aeriană a Fortăreței din Sagres

Fortăreața din Sagres care este de asemenea cunoscută sub numele de Castelul din Sagres, se situează la sud-est de Algarve, (Portugalia). Locul este vizitat de marinari încă din antichitate, pe atunci zona era dedicată cultului lui Saturn și Hercule, divinități cu puternice legături în lumea maritimă. Terenul a fost donat în 1443 de către Petru de Coimbra fratelui sau Enriche Navigantul. Satul alăturat Sagres, care era în ruină datorită raziilor berbere este repopulat, iar fortăreața este construită profitând de capătul stâncii care intră mult în mare, astfel fortăreața este înconjurată pe trei părți de apă. Pentru construirea fortăreței s-a ținut cont de anumiți factori: adăpostirea navelor în caz de furtună sau de atac vecin, așteptarea de vânturi favorabile navigației, poziția strategică pentru un control maritim în zonă.
În secolul al XVII-lea fortăreața a fost distrusă în parte de tsunamiul provocat de cutremurul de la Lisabona din 1755, valul a depășit stânca, deși are o înălțime considerabilă. La ordinul Mariei I a Portugaliei fortăreața a fost reconstruită, iar zidurile medievale au fost dărâmate și construite altele mai mici și mai compacte pentru a putea absorbi impactul proiectilelor de artilerie din acea epocă.

## Galerie de fotografii

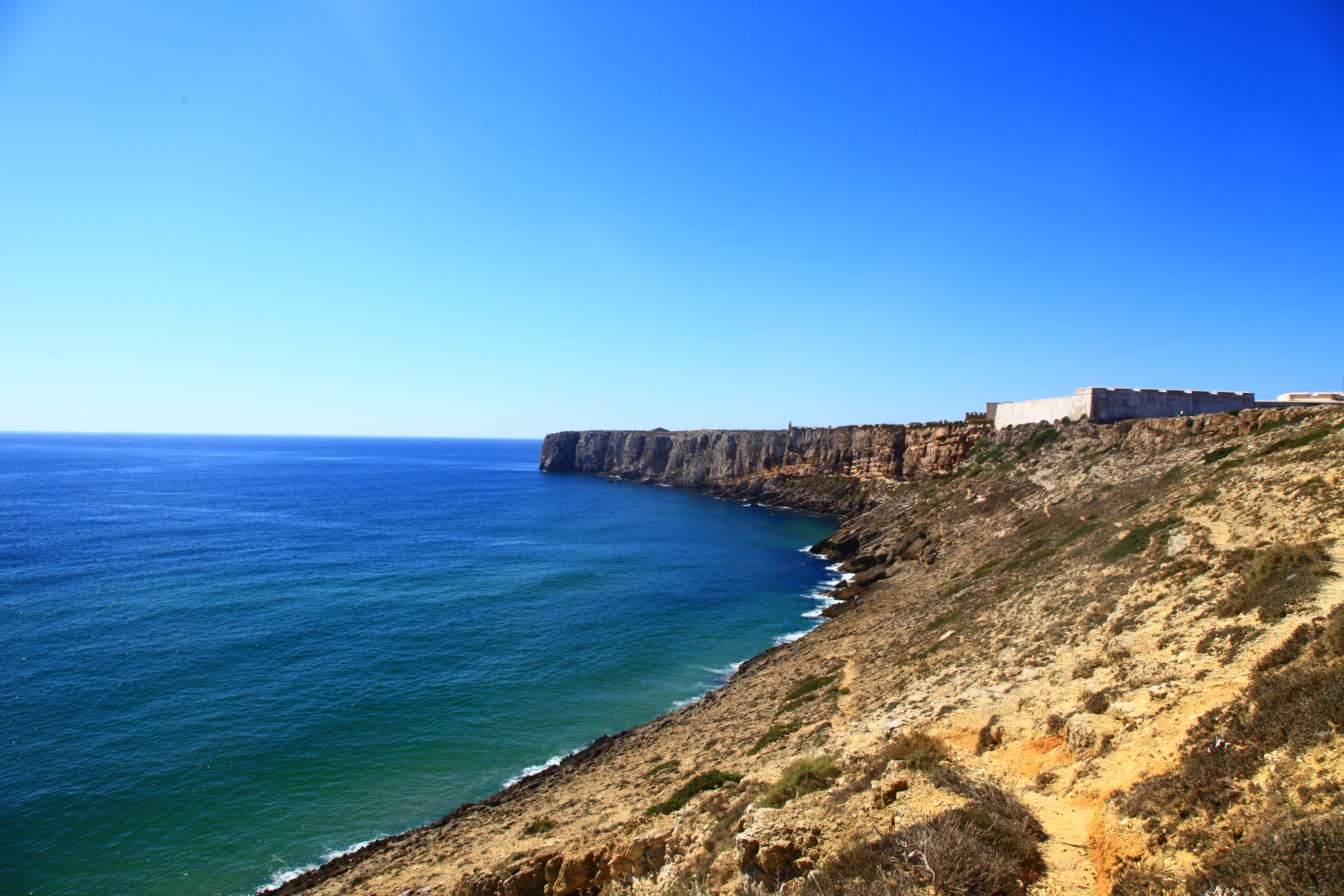
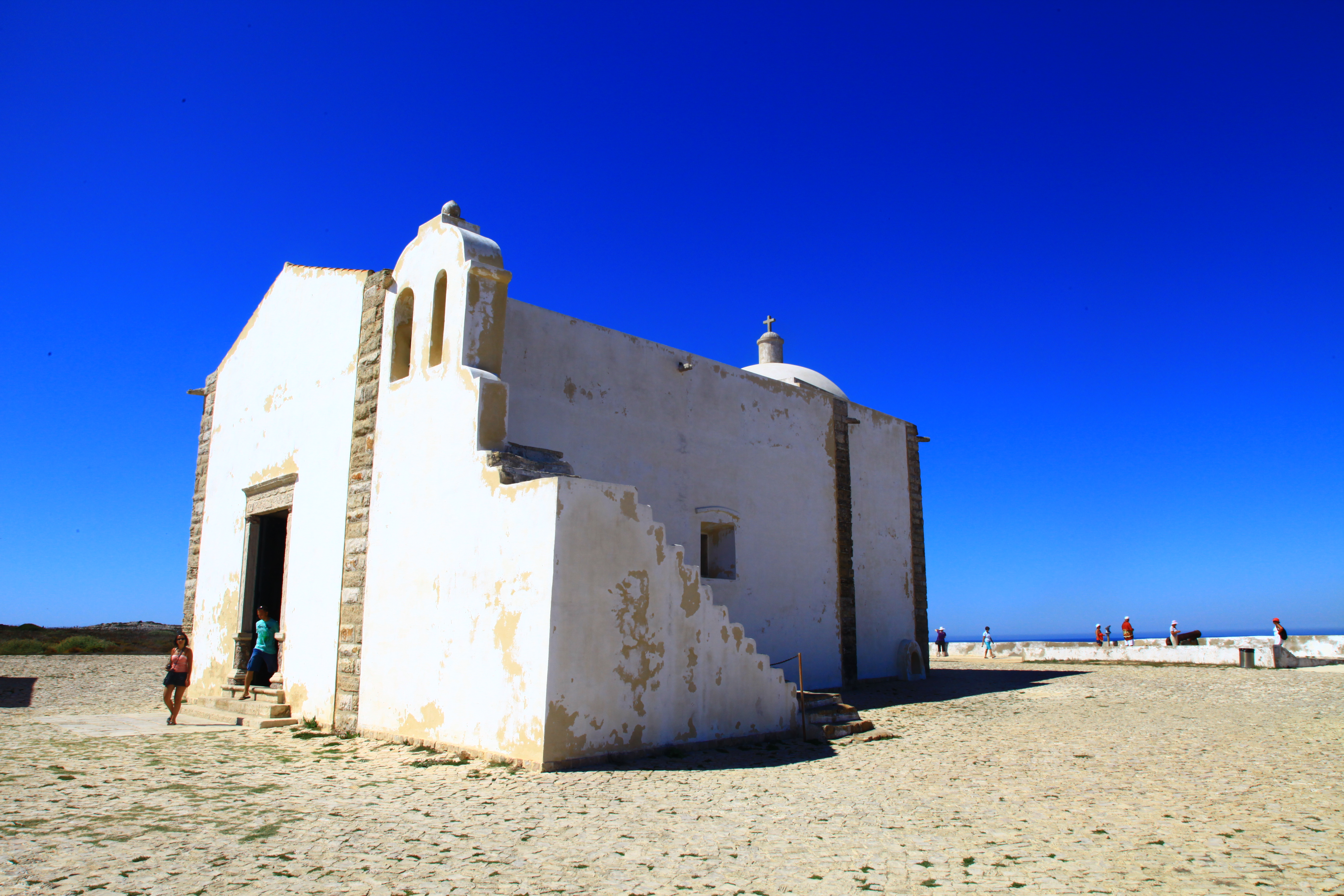
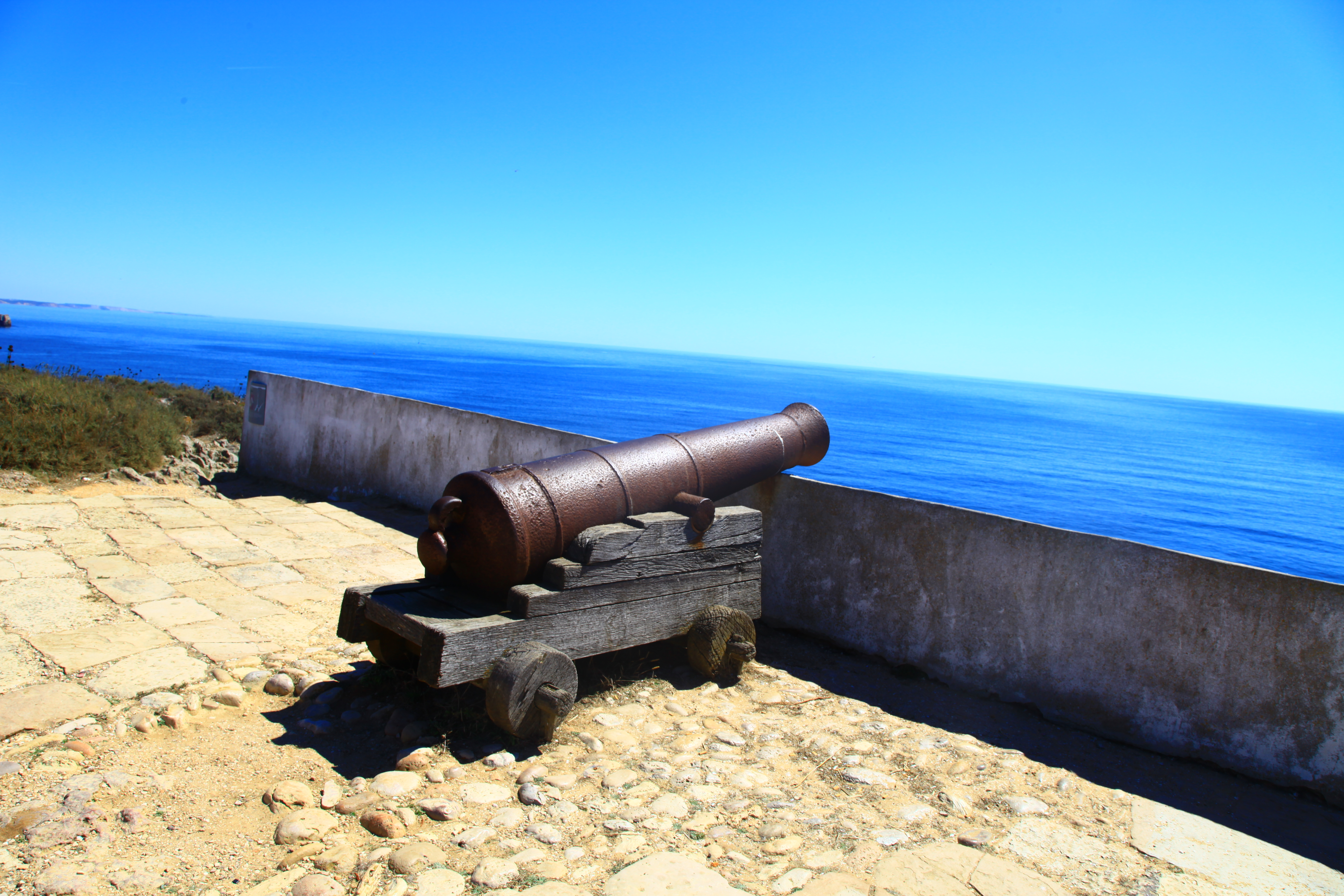
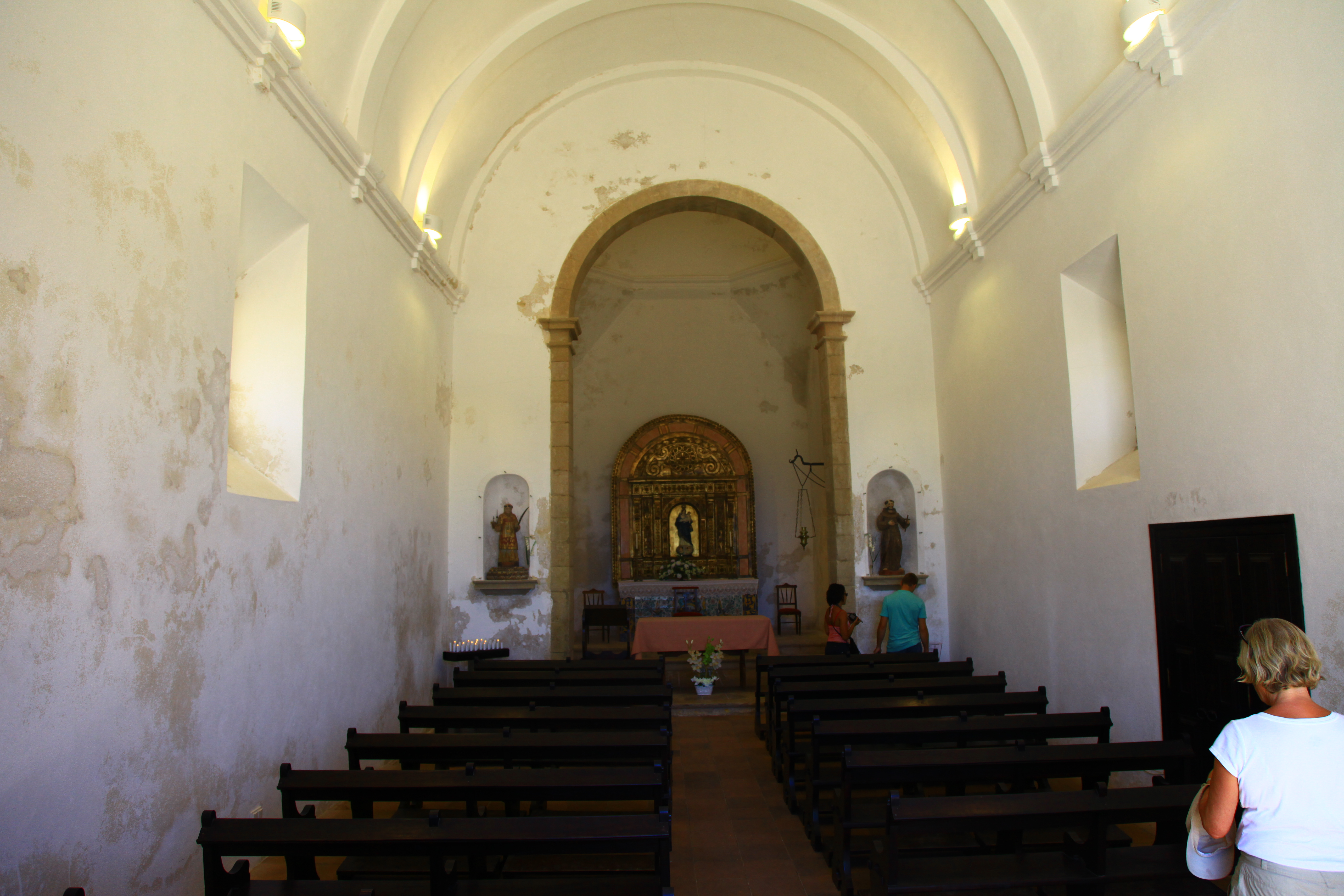
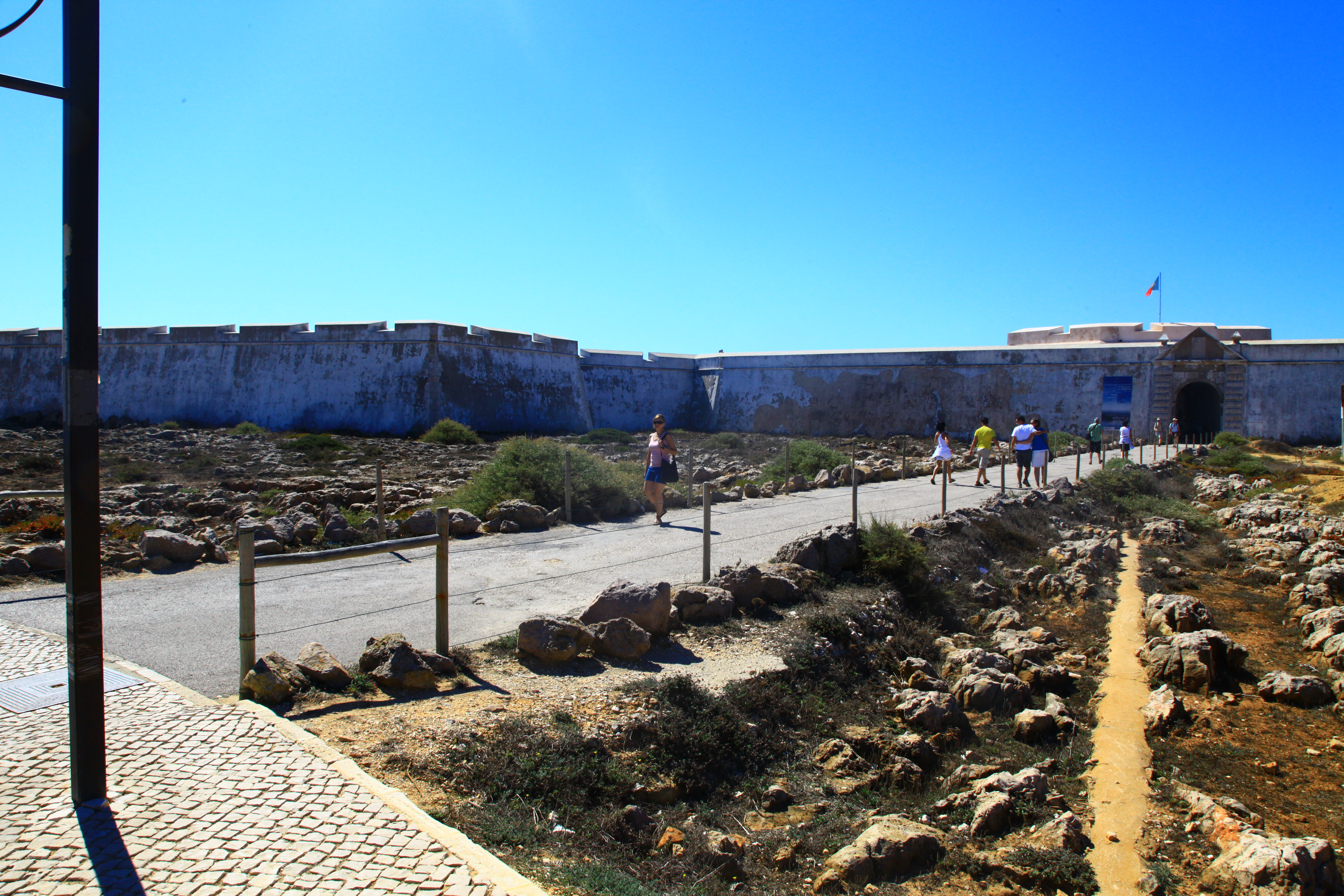